# کریستوبالیت
کریستوبالیت (به انگلیسی: Cristobalite) با فرمول شیمیایی SiO2 از مجموعه کانی هاست و سفید بلوری - اسفرولیتی - رشته‌ای - قلوه‌ای - کریپتیوکریستالین نسبتاًَ فراوان است و بیشتر در یافته شده در آلمان، چک اسلواکی، فرانسه، مکزیک، هند، روسیه و آمریکا برای اولین بار در ۲٫۳۲ کشف شد و از نظر شکل بلور: بعد از آتشفشانی - ماگمائی -، رنگ: اکتائدر - هگزاگونال - پهن و کوتاه -، شفافیت: صدفی، شکستگی: شیشه‌ای - چرب، جلا: ندارد، رخ: اکسید، سیستم تبلور: اکسید و در رده‌بندی کریستوبالیت است همچنین خاصیت مغناطیسی شفاف - نیمه شفاف
از نظر ژیزمان محلول در HF و Na2CO۳ گرم- کانیهای مشابه تریدیمیت که با اشعه X از آن قابل تفکیک است. از نام ژیزمان کریستوبال در مکزیک گرفته شده‌است.

## نگارخانه

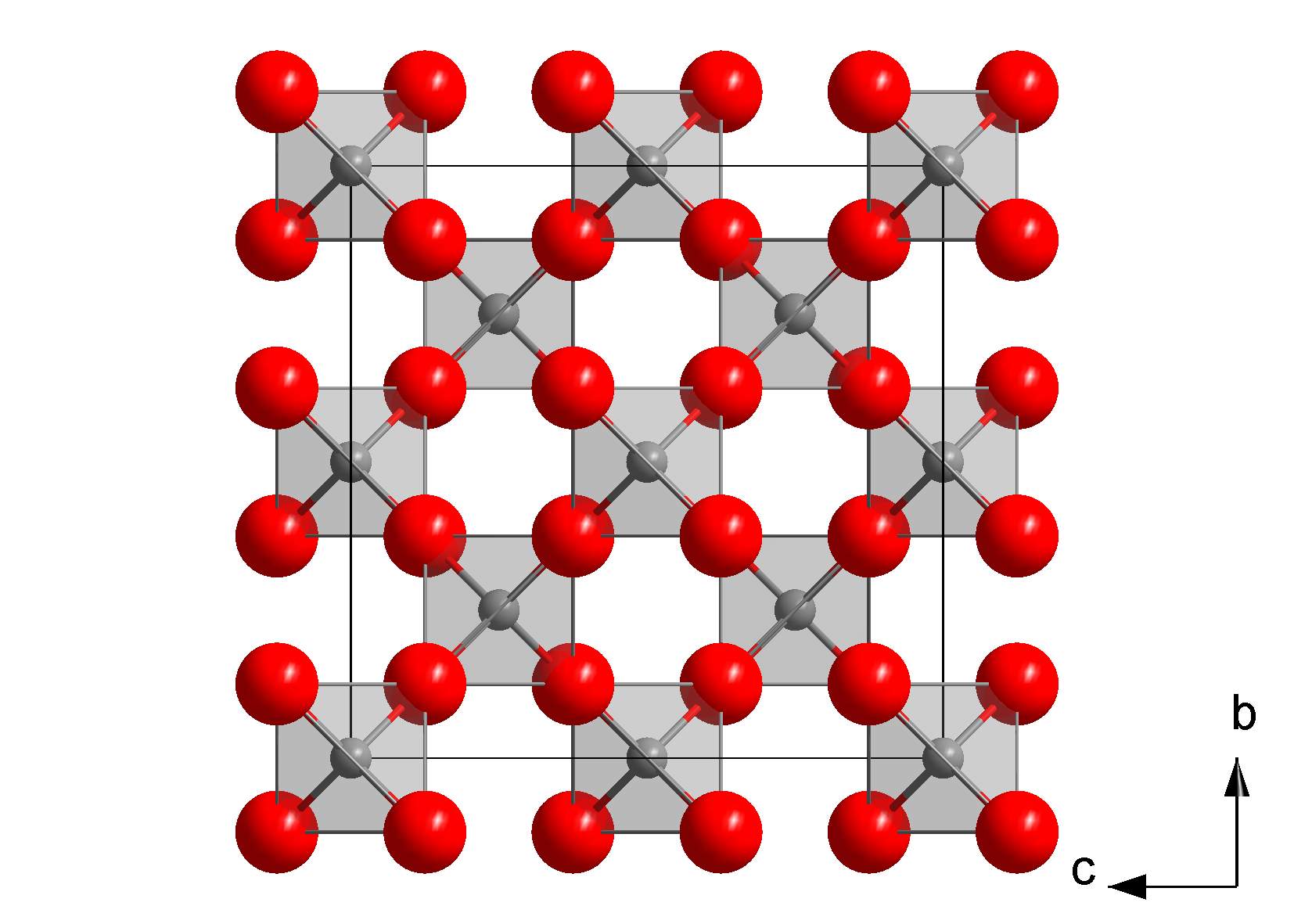
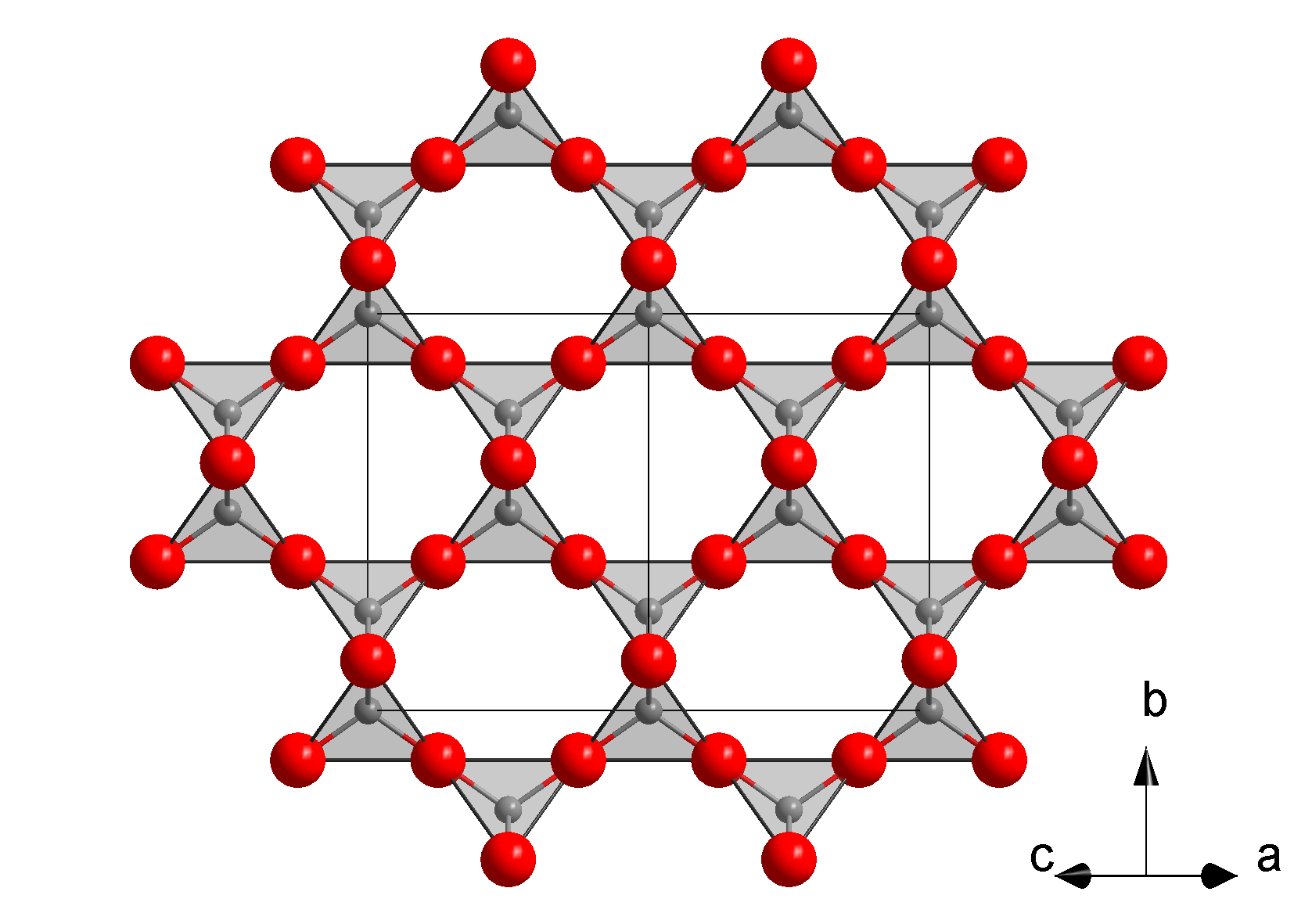
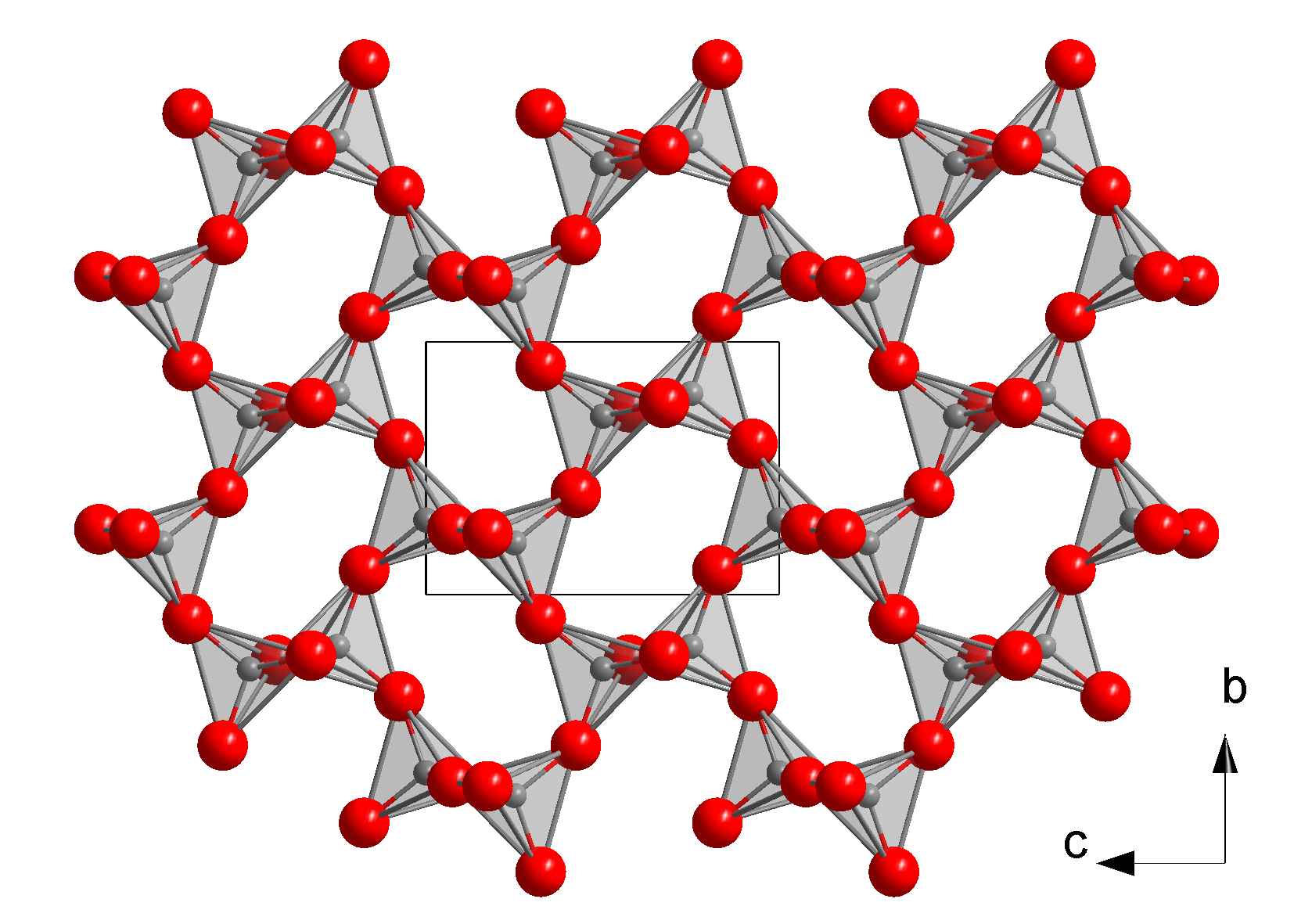